# Dunckerocampus naia
Dunckerocampus naia es una especie de pez de la familia Syngnathidae en el orden de los Syngnathiformes.

## Morfología
Las hembras pueden alcanzar 11,98 cm de longitud total.

## Hábitat
Es un pez  de mar y de clima tropical  que vive entre 23-32 m de profundidad.

## Distribución geográfica
Se encuentra en Fiyi.